# ヒルマン・インプ
インプ（Imp）は、イギリスの自動車メーカーであるルーツ・グループが開発し、ヒルマン、サンビーム、シンガー、コマーの各ブランドで販売していた小型乗用車である。

## 概要
1956年に中東で勃発したスエズ動乱は世界的な原油価格の高騰をもたらし、イギリス国内でも深刻なガソリン不足に陥っていた。これにより、大排気量エンジンを積む大型車の売り上げが急激に落ち込んだ一方、低燃費で経済的な小型車に注目が集まるようになり、1959年にはブリティッシュ・モーター・コーポレーション（BMC）が革新的な前輪駆動の小型車「ミニ」を世に送り出した。
これを受けて、ルーツでもミニの対抗馬となる小型車を開発することとなり、その結果として1963年に発表されたのがヒルマン・インプであった。
インプは13年間のモデルライフを通じて、1963年 - 1965年のマークI、1965年 - 1968年のマークII、1968年 - 1976年のマークIIIの3種類に大別される。

## 構造
前輪駆動のミニとは対照的に、インプは量産イギリス車では初となるリアエンジン・後輪駆動レイアウト（RR）を採用した。エンジンは、コヴェントリー・クライマックス製の消防ポンプ用エンジンをベースとした排気量875 ccの水冷直列4気筒で、車体後部に右に45度傾けて縦置きで搭載される。
ミニが旧弊な鋳鉄製のOHVエンジンを採用したのに対して、インプのエンジンは軽量なオールアルミニウム製であり、動弁機構にはSOHCを採用するなど、当時としては先進的なメカニズムが盛り込まれていた。これに組み合わせられる4速のマニュアルトランスミッション（MT）も、当時はまだ高級車クラスでしか一般的でなかったフルシンクロメッシュを採用しており、1速がノンシンクロであるミニとの差別化が図られていた。
ボディは2ドアのセダンタイプで、当時世界的に流行していた「コルヴェア・ルック」と呼ばれるスタイルを取り入れている。リアシート後方にはラゲッジスペースを備え、開閉式のリアウィンドウによってアクセスを容易としている。また、リアシートのバックレストを倒してフラットな荷室にすることも可能である。

## バリエーション
ルーツ・グループ内でのバッジエンジニアリングにより、インプはヒルマン以外にも複数のブランドから販売された。内外装を高級志向とした「シンガー・シャモア」や、ツインキャブレター仕様の高性能エンジンを搭載した「サンビーム・インプ・スポーツ」などがあった。
1965年には、ルーフを後方に延長して2BOX形状とした商用バンタイプが登場。当初はルーツの商用車ブランドであるコマーを冠していたが、1968年以降はヒルマンブランドに変更された。
1967年にはリアウィンドウの傾斜を緩やかにしたクーペボディが追加され、「ヒルマン・インプ・カリフォルニアン」「サンビーム・スティレット」「シンガー・シャモア・クーペ」の名称で販売された。また、1965年以来途絶えていた乗用ワゴン「ヒルマン・ハスキー」が、上記のバンをベースに復活した。

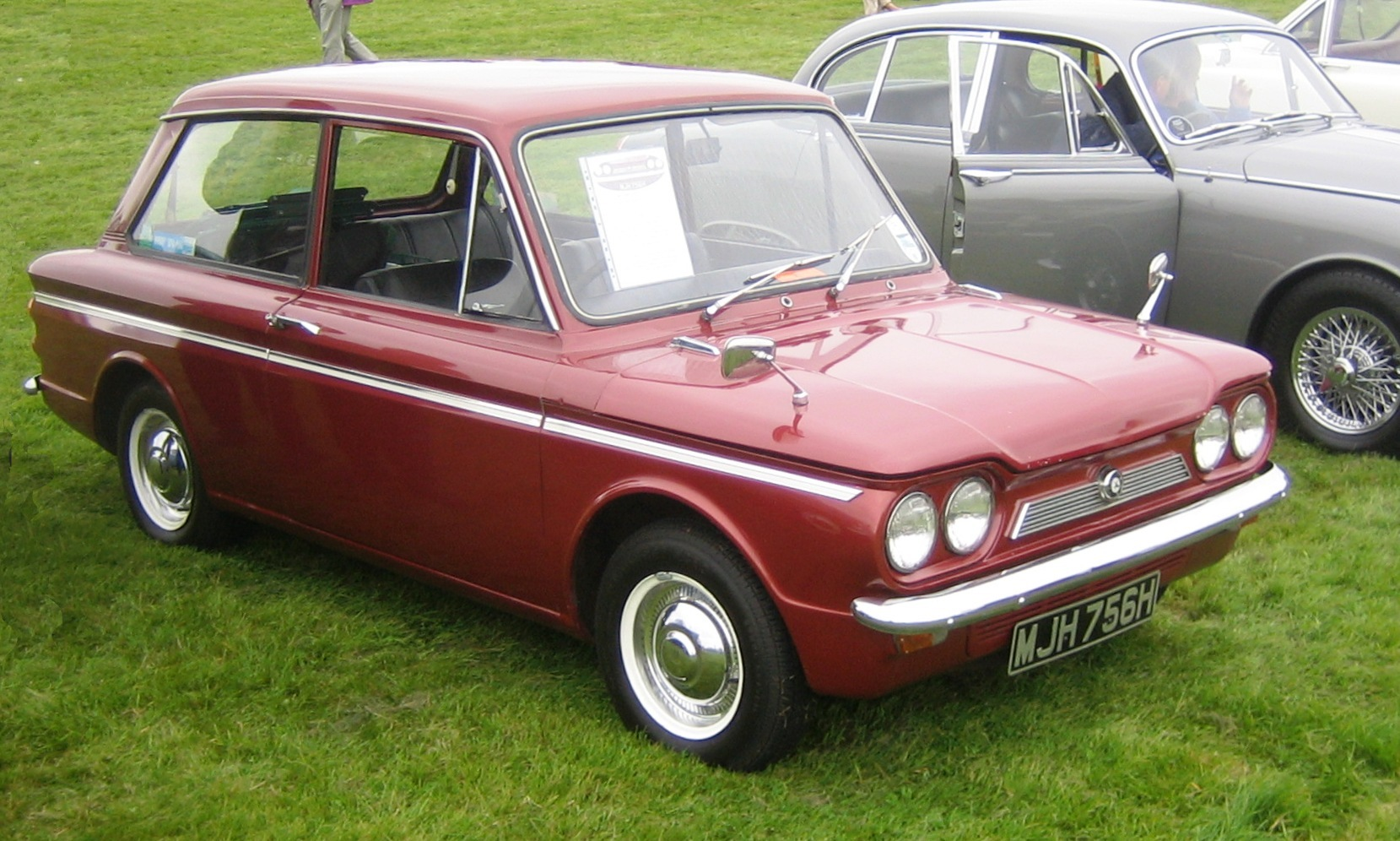
シンガー・シャモア （4灯ヘッドライトはオプション）
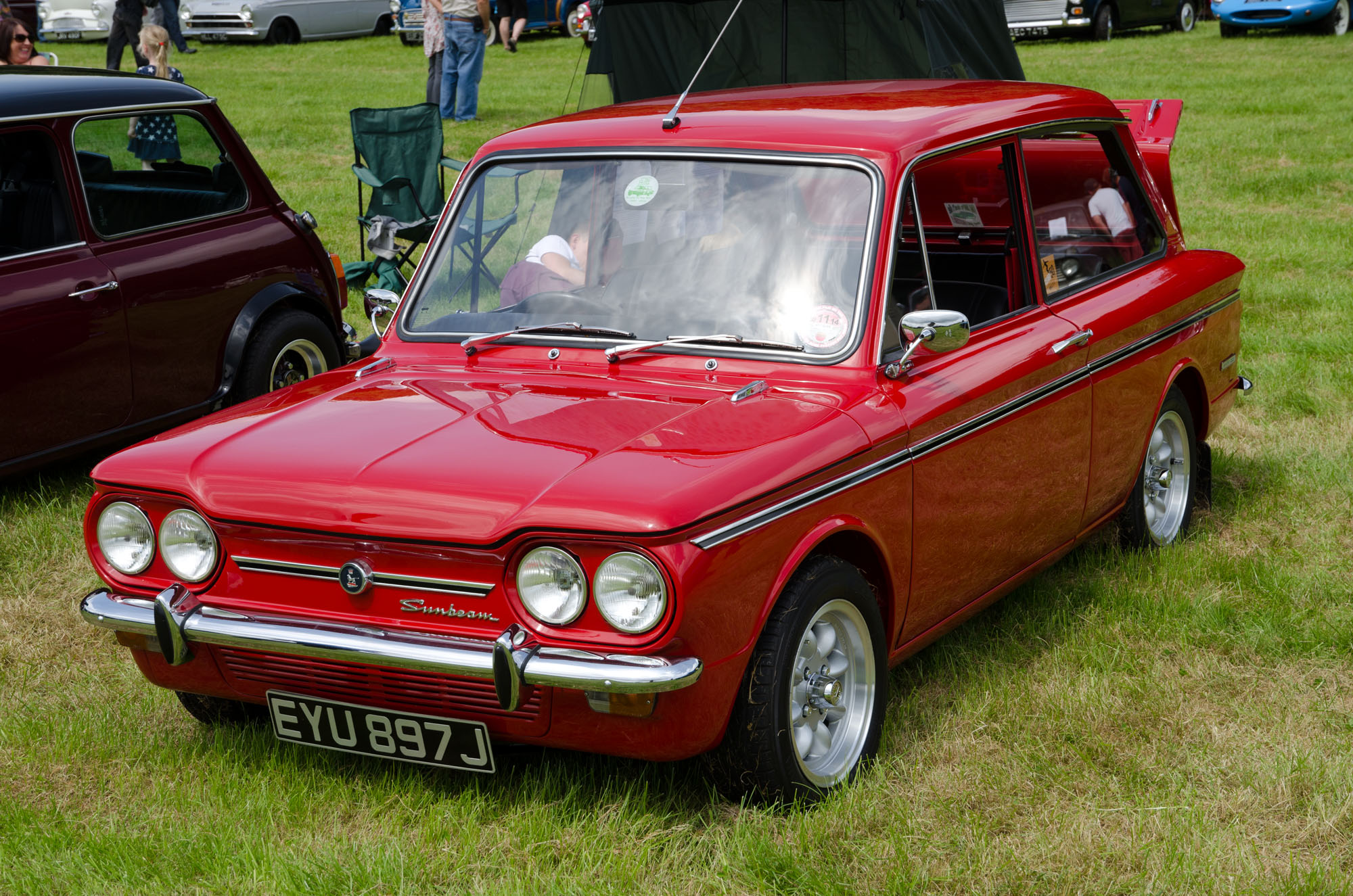
サンビーム・インプ・スポーツ
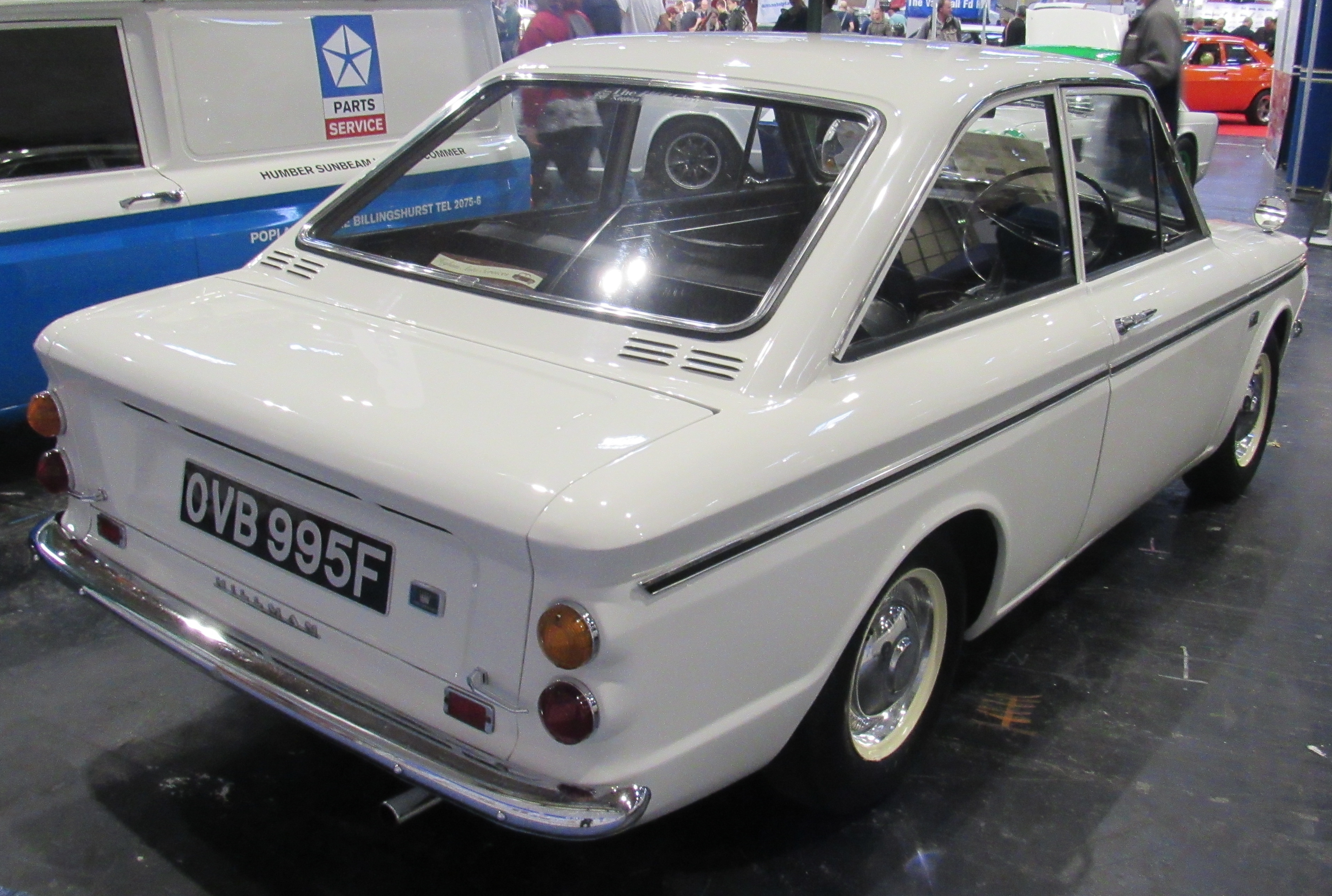
ヒルマン・インプ カリフォルニアン（リア）
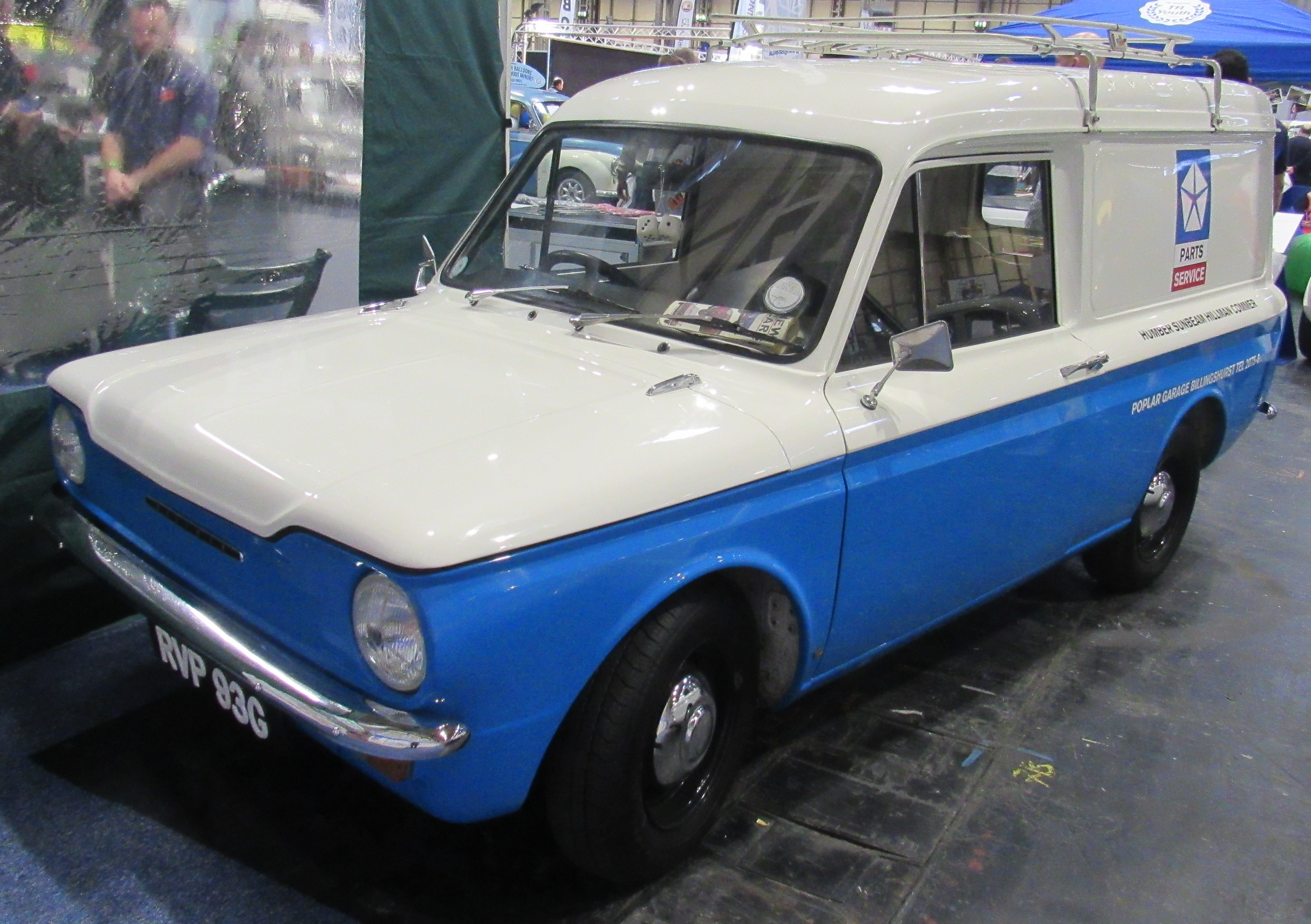
ヒルマン・インプ バン
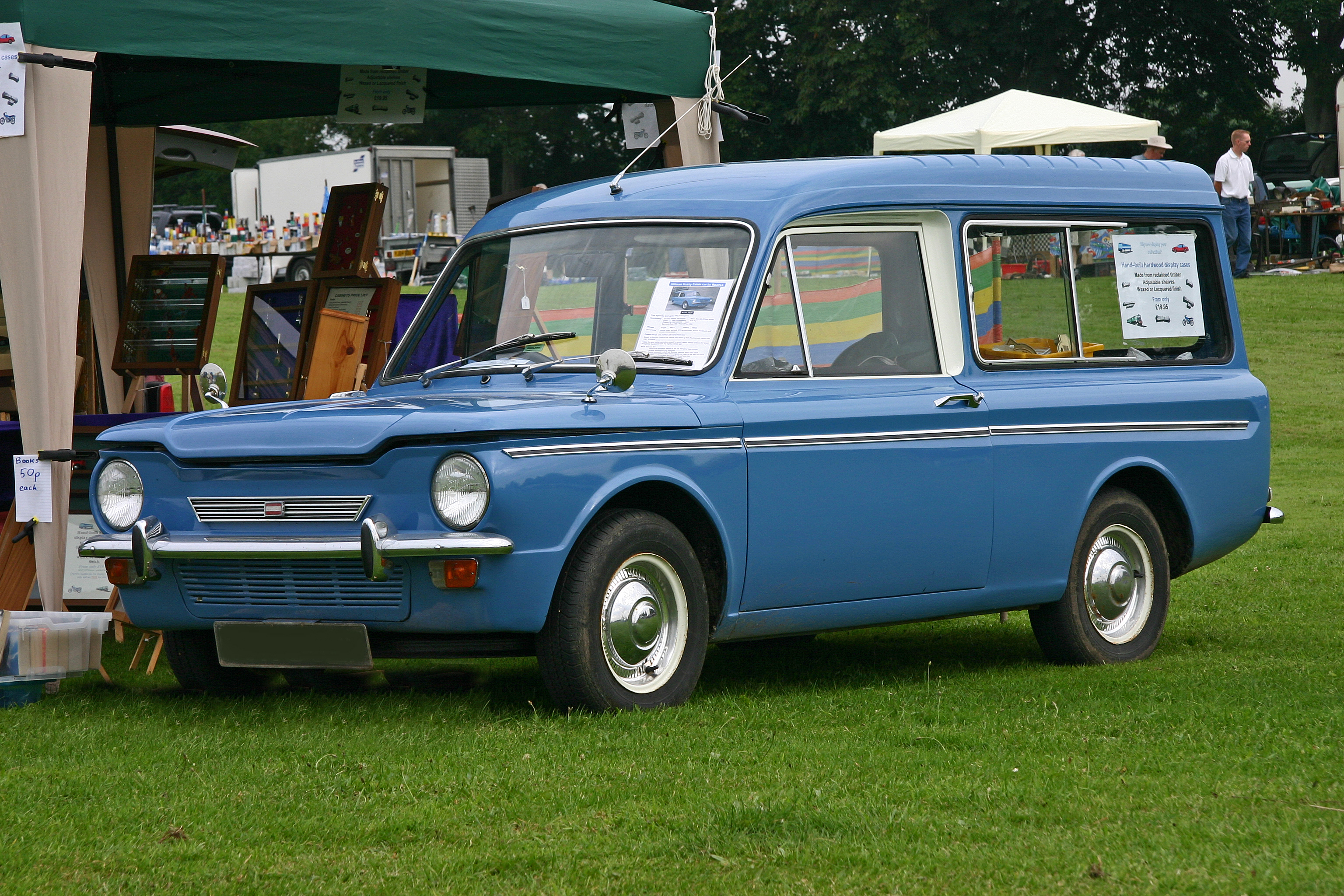
ヒルマン・ハスキー

## 沿革
1963年に発売。グレードは上級の「デラックス」と下級の「スタンダード」の2種類。
自動車雑誌『driver』1964年（昭和39年）8月号に掲載されたロードテストでは、後席におけるエンジンおよび冷却ファンのノイズと、粗い路面でのロードノイズが欠点として指摘された。それ以外はおおむね高評価で、ミニのような大胆な新機構はないものの、「ルーツ・グループ近来の快作」と評された。しかし、最大のライバルと目されていたミニが成功を収め、小型車のFF化がトレンドとして定着すると、インプは旧弊なRRレイアウトであることに加え、主としてエンジンの冷却不良に起因する信頼性の低さが露呈し、販売は低迷した。
1965年のチューリップ・ラリー（オランダ）では、ローズマリー・スミスの運転するインプが総合優勝を飾った。ワークス仕様のインプには、ボアアップによって排気量を998ccまで拡大した専用エンジンが搭載されており、同年にはこのエンジンを積む市販版の「ヒルマン・ラリー・インプ」および「シンガー・ラリー・シャモア」も登場。優れた競技車両としての認知を得たインプは、その後も世界各地の国際ラリーやツーリングカーレースの舞台で活躍し、英国サルーンカー・チャンピオンシップでは1970年から1972年にかけてアラン・フレイザーが3年連続でクラス優勝を飾っている。
1967年にルーツ・グループがクライスラー傘下となった後も生産が続けられたが、1970年をもってバンとハスキーは生産終了となり、シンガーブランドの廃止に伴いシンガー・シャモアの生産も終了。その他のモデルも1976年までに生産を終了し、ヒルマンブランドも同年限りで廃止となった。13年間の総生産台数は約44万台で、41年間で累計538万台以上を売り上げたミニの記録には遠く及ばなかった。
インプの生産終了後、同車が担っていた小型車クラスは一時的に空白となり、1年後の1977年に登場した3ドアハッチバック車のクライスラー・サンビーム（ヒルマン・アベンジャーベース）が市場を受け継いだ。

## その他
インプが発表された1963年（昭和38年）当時、日本国内ではいすゞ自動車がルーツ・グループと提携してヒルマン・ミンクスのノックダウン生産を行っていた。
いすゞとルーツの提携は終了間近だったが、乗用車の輸入自由化を目前に控えていたこともあり、業界内ではいすゞがルーツとの提携期限を延長してインプのノックダウン生産を行うことも推測されていた。しかしそれが実現することはなく、いすゞとルーツの提携は予定通り1965年（昭和40年）2月をもって終了し、インプがいすゞ経由で日本国内に導入されることはなかった。